# Pervagor nigrolineatus
Pervagor nigrolineatus és una espècie de peix de la família dels monacàntids i de l'ordre dels tetraodontiformes.

## Morfologia
- Els mascles poden assolir 10 cm de longitud total.[4][5]

## Hàbitat
És un peix marí, de clima tropical i associat als esculls de corall que viu entre 8-25 m de fondària.

## Distribució geogràfica
Es troba des del Japó fins a Austràlia Occidental i Salomó.

## Observacions
És inofensiu per als humans.